# Ultraestructura
En biología, se llama ultraestructura a la estructura de los organismos que solamente puede ser observada con un microscopio electrónico. Son caracteres ultraestructurales por ejemplo, los caracteres relacionados con las organelas del interior de la célula o las diferencias entre flagelos.
La ultraestructura es una de las "líneas de evidencia" utilizadas en los análisis filogenéticos, otras líneas de evidencia son por ejemplo, los análisis moleculares de ADN, los análisis bioquímicos (de isozimas, de flavonoides), los análisis morfológicos, etc.
- Datos: Q3141316
- Multimedia: Ultrastructure / Q3141316